# Fonte des semis

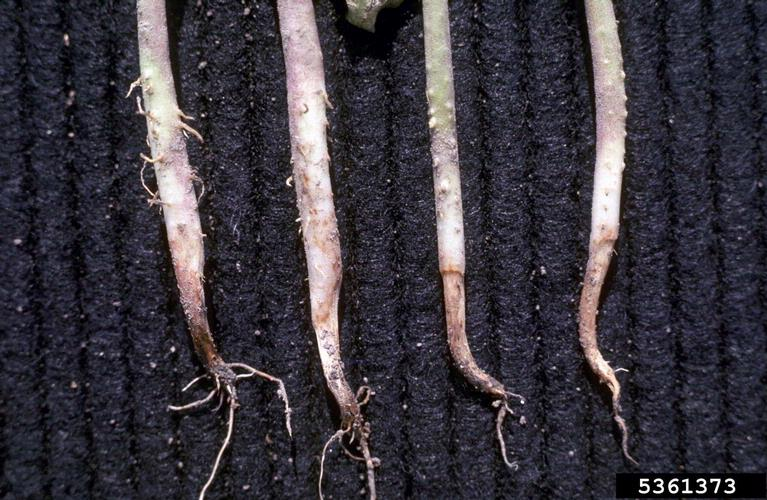
Symptômes de fonte des semis dus à Pythium sp. sur plantules de haricot (Phaseolus vulgaris).

La fonte des semis, appelée aussi « pourriture basale », est une maladie des plantes transmise par le sol dont un des principaux symptômes est un pourrissement des semences ou des jeunes pousses en cours de germination.
On peut distinguer deux types de fonte des semis : la fonte de préémergence ou prélevée due à une attaque précoce par des champignons phytopathogènes, souvent présents dans les semences, et qui se traduit par un manque à la levée ;
la fonte de postémergence ou postlevée qui résulte d'une altération de la plantule au niveau du collet ou de la radicule. Elle entraîne une perte de rigidité de la plantule qui provoque son affaissement, puis son flétrissement et son dessèchement.
Dans une parcelle, la maladie apparait souvent en foyer, l'agent pathogène se propageant d'une plante à l'autre.
De nombreuses espèces de microorganismes phytopathogènes peuvent causer la maladie. Ils appartiennent notamment aux genres suivants de champignons : Botrytis, Fusarium, Rhizoctonia, Sclerotinia, Phoma, ou pseudo-champignons oomycètes : Phytophthora, Pythium. Ce dernier est le plus commun et le plus redouté.
La maladie est considérée comme cryptogamique même si tous les microorganismes concernés ne sont pas des champignons à proprement parler.

## Symptômes
Différents symptômes sont associés à la fonte des semis, reflétant la variété des organismes phytopathogènes qui peuvent causer la maladie. Cependant, tous les symptômes entraînent la mort d'un certain nombre de plantules dans une population donnée.
En cas d'infection par des espèces de Pythium, les tiges et les racines des plantules sont noires et pourries. Souvent, tout le système racinaire devient mou et la racine externe se détache.
Des groupes de plantules peuvent mourir en taches à peu près circulaires, les plantules présentant parfois des lésions de la tige au niveau du sol. Les tiges des semis peuvent également devenir minces et dures (« tige en fil de fer »), ce qui réduit la vigueur des semis. Des taches foliaires accompagnent parfois d'autres symptômes, tout comme une croissance de moisissure grise sur les tiges et les feuilles. Les racines pourrissent parfois complètement ou sont simplement décolorées.

## Plantes-hôtes
La fonte des semis peut affecter la plupart des cultures, qu'il s'agisse de grandes cultures, notamment céréalières, de cultures fruitières et légumières ou de plantes ornementales.

## Agents causaux
De nombreuses espèces de champignons et pseudo-champignons provoquent les symptômes de la fonte des semis, notamment :
- Alternaria – genre de champignon qui peut provoquer des taches foliaires[3] ;
- Athelia rolfsii (syn. Sclerotium rolfsii), espèce de champignons corticoïdes de la famille des Atheliaceae. Ce phytopathogène facultatif est l'agent causal de pourritures dites « à Athelia » chez les plantes cultivées[6],[7]
- Botrytis cinerea, espèce de champignons connue pour provoquer la pourriture grise. Les symptômes causés par ce pathogène accompagnent souvent d'autres symptômes[3] ;
- Fusarium, genre de champignons[8] ;
- Macrophomina phaseolina, espèce de champignons qui provoquent des pourritures charbonneuses chez  de nombreuses espèces végétales, dont Zea mays ;
- Olpidium,
- Phoma,
- Phyllosticta, genre de champignons qui peuvent causer des taches foliaires[3] ;
- Phytophthora, genre d'oomycètes nuisibles aux plantes, dont les espèces peuvent causer d'énormes pertes économiques chez les cultures dans le monde, ainsi que des dommages environnementaux dans les écosystèmes naturels[9] ;
- Pseudomonas genre de bactéries qui peuvent provoquer des taches foliaires[3] ;
- Pythium, genre d'oomycètes parasites qui sont un élément permanent de la microflore du sol. Ce sont des espèces polyphages, pouvant parasiter de nombreuses plantes, dont elles attaquent de préférence les racines et le collet. Certaines espèces, comme Pythium ultimum ou Pythium sylvaticum, provoquent la pourriture des graines avant émergence en sols froids et asphyxiants, d'autres, comme Pythium aphanidermatum, attaquent la radicule et l'hypocotyle après émergence en sols chauds et humides, mais aussi en hydroponie. La germination des formes de conservation des Pythium (oospores) est souvent stimulée par des exsudats des racines ou des graines en germination[10].

- Rhizoctonia, genre de champignons qui présente une vaste gamme de plantes-hôtes et une distribution mondiale[9] ;
- Sclerotinia,
- Thielaviopsis, petit genre de champignons de l'ordre des Microascales, qui compte plusieurs agents phytopathogènes importants[11],[12].